# Phalerodes
Phalerodes là một chi bướm đêm thuộc họ Noctuidae.